# Hot Chelle Rae
Hot Chelle Rae bildades 2005 i Nashville, Tennessee. Deras debutalbum "Lovesick Electric" släppes i oktober 2009. De blev kända genom singeln "Tonight Tonight" från deras andra album, "Whatever" Under 2012 var bandet förband till både  Taylor Swift & Demi Lovato.

## Historia

### 2005-2011:Bandet bildas och Lovesick Electric
Bandet bildades under namnet Mircale Drug av Ryan (RK) Follesé (sång) och Nash Overstreet (gitarr). Overstreets vän Ian Keaggy gick med i band som dess basist. Sist in i bandet var trummisen Jamie, som är Ryans lillebror. 
Under 2008 fick bandet skivkontrakt med Jive Records i oktober och året efter släpptes deras debutalbum Lovesick Electric. Den första singeln från debutplattan var "I Like To Dance". Senare släpptes även låten "Bleed" som singel.

### 2011-nutid:Whatever
I juli 2011 släppte Hot Chelle Rae singeln "Tonight Tonight" som blev deras stora genombrott. Två månader senare släppes nästa singel "I Like It Like That" Deras andra album "Whatever" släppes i oktober samma år. Den 31 december 2011 spelade bandet "Tonight Tonight" & I Like It Like That på Dick Clark's New Year's Rockin' Eve.  Den tredje singeln "Honestly" från albumet släpptes i mars 2012 samtidigt som de åkte ut på turné med Taylor Swift, som hennes förband. Under sommaren 2012 åkte de på turné med Demi Lovato, som förband denna gången också.

## Bandmedlemmar
- Ryan Keith Follesé – sång, gitarr (2005–nutid)
- Nash Linden Miller Overstreet – gitarr, bakgrundssång(2005–nutid)
- Ian Sebastian Keaggy – bas, bakgrundssång(2005–nutid)
- Jamie Christian Follesé – trummor (2005–nutid)

## Diskografi

### Album
- 2009: Lovesick Electric
- 2011: Whatever

### Singlar
| År   | Singel                | Album               |
| ---- | --------------------- | ------------------- |
| 2009 | "I Like To Dance"     | "Lovesick Electric" |
| 2010 | "Bleed"               | "Lovesick Electric" |
| 2011 | "Tonight Tonight"     | "Whatever"          |
| 2011 | "I Like It Like That" | "Whatever"          |
| 2012 | "Honestly"            | "Whatever"          |
| 2012 | "Jingle Bell Rock"    | Inget album         |
| 2013 | "Hung Up"             | Inget album         |

## Övrigt
- Ryan och Jamie är söner till country låtskrivaren Keith Follesé. Ian är son tillPhil Keaggy. Nash är storebror till skådespelaren Chord Overstreet och son till country sångaren Paul Overstreet [4]

### Fotnoter
1. ↑  Leahey, Andrew. ”AllMusic - Hot Chelle Rae - Genres - Styles”. AllMusic. http://www.allmusic.com/artist/hot-chelle-rae-p1166486/biography. Läst 27 december 2011.
2. ↑  ”The Official Hot Chelle Rae Site - Previous Tour Dates”. Hot Chelle Rae. Arkiverad från originalet den 4 oktober 2012. https://web.archive.org/web/20121004024007/http://www.hotchellerae.com/us/events-previous. Läst 18 mars 2012.
3. ↑  ”The Hot Hits Live From LA”. MCM Media. Arkiverad från originalet den 17 februari 2015. https://web.archive.org/web/20150217232135/http://www.thehothits.com/news/25431/hot-chelle-rae-to-support-taylor-swift-australian-tour%21. Läst 18 mars 2012.
4. ↑  Mansfield, Brian (27 maj 2011). ”On the Verge: Hot Chelle Rae”. USA Today. http://www.usatoday.com/life/music/news/2011-05-27-hot-chelle-rae-otv_n.htm. Läst 31 juli 2011.
5. ↑  Life in the Swift Lane